# Hasse Pavia Lind
Hasse Pavia Lind, född 10 juni 1979, är en dansk bågskytt. Han deltog vid olympiska sommarspelen 2004.